# Höchstetten
Höchstetten är en ort och kommun i distriktet Emmental i kantonen Bern, Schweiz. Kommunen hade 263 invånare (2023).